# Cloppenburg
Cloppenburg é uma cidade da Alemanha, no estado de Baixa Saxônia (Niedersachsen), capital do distrito homónimo. A cidade se situa a meio caminho entre Oldenburg e Osnabrück e foi mencionada pela primeira vez em 1297.